# Смирнов, Виктор Иустинович
Виктор Иустинович Смирнов (1903—1989) — генерал-майор Советской Армии, участник Великой Отечественной войны.

## Биография
Виктор Иустинович Смирнов родился 27 ноября 1903 года в селе Верхозимник (ныне — Шемышейский район Пензенской области). В 1920 году он пошёл на службу в Рабоче-Крестьянскую Красную Армию. В 1924 году Смирнов окончил Казанскую военно-инженерную школу, в 1928 году — Ленинградскую военную авиационную школу лётчиков и лётчиков-наблюдателей, в 1936 году — командный факультет Военно-воздушной инженерной академии имени Н. Е. Жуковского. Служил в авиационных частях Красной Армии, затем в частях морской авиации.
В 1929 году вступил в ВКП(б). С ноября 1936 года Смирнов служил в штабе ВВС Тихоокеанского флота, был помощником начальника, начальника оперативного отделения штаба. Позднее служил в разведывательных органах ВМФ СССР. К началу Великой Отечественной войны был помощником военно-морского атташе по авиации при полномочном представительстве СССР в Германии, с августа 1941 года на той же должности находился в США.
В январе 1942 года Смирнов вернулся в СССР и возглавил оперативный отдел Управления ВВС Тихоокеанского флота. С октября 1942 года — на фронтах Великой Отечественной войны, был заместителем начальника штаба — начальником оперативного отдела ВВС Черноморского флота, начальником 1-го отдела — заместителем начальника штаба ВВС ВМФ. Одновременно с октября 1943 по апрель 1944 года был командующим Скадовской авиационной группой ВВС Черноморского флота. С ноября 1944 года возглавлял штаб ВВС Балтийского флота. Активно участвовал в разработке и проведении крупнейших боевых операций с участием авиации Балтийского флота.
После окончания войны Смирнов продолжил службу в Советской Армии. С ноября 1946 года находился на преподавательской работе в Высшей военной академии имени К. Е. Ворошилова (впоследствии — Военной академии Генерального штаба Вооружённых Сил СССР). В июле 1954 года в звании генерал-майора авиации он вышел в отставку.

Могила Смирнова на Кунцевском кладбище Москвы.

Проживал в Москве. Умер 11 апреля 1989 года, похоронен на Кунцевском кладбище Москвы.

## Награды
- два ордена Отечественной войны 1-й степени (24.4.1943[5], …)
- орден Суворова 3-й степени (9.11.1943)[2]
- медаль «За оборону Кавказа» (7.7.1944)[6]
- орден Ушакова 2-й степени (19.8.1944)[7]
- три ордена Красного Знамени (…, 3.11.1944[8], 29.5.1945[4])
- медаль «За победу над Германией в Великой Отечественной войне 1941—1945 гг.»[9]
- медаль «За взятие Кёнигсберга»[10]
- орден Ленина (10.11.1945)[6]